# Oko bez tváře
Oko bez tváře (v anglickém originále Eye Without a Face) je americký film, který natočil režisér Ramin Niami podle vlastního scénáře. Jde o jeho čtvrtý celovečerní hraný film. Kameramankou je Niamiho dcera Tara Violet, jde o první celovečerní film, na kterém se podílela. Jednou z vedoucích producentek filmu je Niamiho manželka Karen Robson. Premiéru měl 23. dubna 2021 na HBO. Jeho děj se odehrává v Los Angeles, mj. v čtvrti Silver Lake. Sleduje samotářského mladíka Henryho (Dakota Shapiro), který prostřednictvím webkamer sleduje několik dívek. Jednoho dne začne jednu z nich podezírat z vraždy, čímž vypukne teror.

## Obsazení
| Dakota Shapiro      | Henry  |
| Luke Cook           | Eric   |
| Vlada Verevko       | Laura  |
| Rebecca Berg        | Linnea |
| Ashley Elyse Rogers | Tessa  |
| Evangeline Neuhart  | Sky    |
| Sarah Marie         | Ella   |